# 溫瑞爾系統
溫瑞爾系統公司（英語：Wind River Systems Inc.），常被称作风河公司，是一間以發展嵌入式系統為核心業務的美國軟體公司，同时提供对应的嵌入式系统开发工具、中间件和其它软件。1981年由Jerry Fiddler 與 David Wilne創立於美國加州柏克萊。2009年6月4日被英特爾以8.84亿美元併購，成為英特爾旗下的子公司并保持自身独立性。
他們的產品有VxWorks嵌入式操作系统以及操作系统Wind River Linux。

## 公司及业务
溫瑞爾系統公司专注于嵌入式系统的中间件:设备的操作系统和软件。他们的产品被用于手机、汽车、路由器、数码相机、投影仪、电视机顶盒、交通信号灯、火星探测器（勇气号、机遇号、好奇号）、火箭、卫星、飞机等。其核心发展战略是设备软件的优化。
他们的旗舰产品是VxWorks嵌入式实时操作系统（RTOS），Wind River Linux嵌入式操作系统，基于Eclipse的IDE——Wind River Workbench。
公司总部位于美国加利福尼亚的阿拉米达。

## 外部連結
- 官方网站（英文）
- 官方网站（简体中文）